# Dautan
Dautan falu Horvátországban Belovár-Bilogora megyében. 
Közigazgatásilag Nova Račához tartozik.

## Fekvése
Belovár központjától légvonalban 10, közúton 12 km-re délkeletre, községközpontjától 4 km-re északnyugatra, a Bilo-hegység déli lejtői alatti enyhén dombos síkságon, a Severinska-patak mentén fekszik.

## Története
A falu a 17. századtól népesült be, amikor a török által elpusztított, kihalt területre folyamatosan telepítették be a keresztény lakosságot. 1774-ben az első katonai felmérés térképén „Dorf Dauthan” néven szerepel. A település katonai közigazgatás idején a szentgyörgyvári ezredhez tartozott. Lipszky János 1808-ban Budán kiadott repertóriumában „Dautan” néven szerepel.  
Nagy Lajos 1829-ben kiadott művében „Dauthan” néven 66 házzal, 384 katolikus vallású lakossal találjuk.
A katonai közigazgatás megszüntetése után Magyar Királyságon belül Horvát–Szlavónország részeként, Belovár-Kőrös vármegye Belovári járásának része volt. 1857-ben 450, 1910-ben 673 lakosa volt. Az 1910-es népszámlálás szerint a falu lakosságának 98%-a horvát anyanyelvű volt. 1918-ban az új szerb-horvát-szlovén állam, majd később Jugoszlávia része lett. 1941 és 1945 között a németbarát Független Horvát Államhoz, majd a háború után a szocialista Jugoszláviához tartozott. 1991-től a független Horvátország része. 1991-ben lakosságának 97%-a horvát nemzetiségű volt. 2011-ben a településnek 295 lakosa volt.

## Lakossága
| Lakosság változása | Lakosság változása | Lakosság változása | Lakosság változása | Lakosság változása | Lakosság változása | Lakosság változása | Lakosság változása | Lakosság változása | Lakosság változása | Lakosság változása | Lakosság változása | Lakosság változása | Lakosság változása | Lakosság változása | Lakosság változása |
| ------------------ | ------------------ | ------------------ | ------------------ | ------------------ | ------------------ | ------------------ | ------------------ | ------------------ | ------------------ | ------------------ | ------------------ | ------------------ | ------------------ | ------------------ | ------------------ |
| 1857               | 1869               | 1880               | 1890               | 1900               | 1910               | 1921               | 1931               | 1948               | 1953               | 1961               | 1971               | 1981               | 1991               | 2001               | 2011               |
| 450                | 485                | 495                | 600                | 603                | 673                | 625                | 601                | 585                | 571                | 563                | 488                | 416                | 389                | 363                | 295                |

## Nevezetességei
Egyetlen szakrális épülete a falu közepén álló kis Szent Flórián kápolna.